# Hendrik Jan Ankersmit
Hendrik Jan Ankersmit (Deventer, 28 december 1895 - Gorssel, 10 februari 1982) was een Nederlands politicus.

## Leven en werk
Na de Openbare Hogere Burgerschool te Deventer studeerde Ankersmit scheikunde aan de Technischer Hochschule te Karlsruhe en aan de University of California te Berkeley, Verenigde Staten. Ankersmit, lid van de familie Ankersmit, was een industrieel uit Deventer die van 1952-1955 drie jaar VVD-Tweede Kamerlid was en het woord voerde over economische onderwerpen en over zaken betreffende 'de West'. Hij kwam uit een familie van textielfabrikanten, waarvan de genealogie is opgenomen in het Nederland's Patriciaat. Hij verliet na 10 december 1955 de Tweede Kamer toen hem bleek dat zijn werkzaamheden als Tweede Kamerlid niet goed te combineren waren met zijn functies in het bedrijfsleven.
Na de bevrijding werd hij door het militair gezag benoemd tot (onafhankelijk) waarnemend burgemeester van Deventer. Dit deed hij nog niet namens zijn latere partij de VVD, aangezien deze pas in 1948 opgericht werd.
Op 28 april 1951 werd hij benoemd tot Officier in de Orde van Oranje-Nassau. Hij overleed te Gorssel in 1982.
- Biografisch Portaal: 88093437
- Parlement.com: vg09lkxgmr2m